# Għaxaq
Għaxaq és una ciutat de Malta. En el cens de 2005 tenia 4405 habitants i una superfície de 3,9 km². Està situada a la zona central de l'illa i es tracta d'una zona residencial.